# Château de Rochebonne (Theizé)
Pour les articles homonymes, voir Rochebonne.
Le château de Rochebonne est une ancienne maison forte, reconstruite au XVe siècle et remaniée au XVIIe siècle qui se dresse sur la commune de Theizé dans le département du Rhône et la région Auvergne-Rhône-Alpes.

## Situation
Le château de Rochebonne est situé dans le département français du Rhône sur la commune de Theizé, l'une des communes du « pays des Pierres dorées », au sommet du bourg.

## Histoire
Le château est rasé en 1363, pendant la guerre de Cent Ans, par les chanoines-comtes de Lyon qui craignent de le voir tomber entre des mains ennemies. Plusieurs familles tiennent successivement le fief.
Au XVe siècle, la famille de Fougères (en Beaujolais) fait bâtir une maison forte servant de relais vigie au château d'Oingt. Claude est le dernier seigneur de cette famille à posséder Rochebonne.
En 1525, Pierre de Châteauneuf de Rochebonne, sénéchal du Puy et gouverneur du Velay, épouse Huguette de Fougères, héritière d'Oingt et de Theizé ; le château de Theizé prend alors le nom de Rochebonne. La bâtisse prend de l'importance après la destruction d'Oingt par le baron des Adrets.
En 1639, François de Châteauneuf, baron de Rochebonne, épouse Catherine de la Baume-Suze. En 1668, Charles de Châteauneuf (mort en 1725), marquis de Rochebonne, épouse Thérèse d'Adhémar de Grignan, belle-sœur de la fille de Madame de Sévigné. Il transforme la demeure en château de plaisance. Dans ses lettres, Madame de Sévigné, qui se rend plusieurs fois à Rochebonne, surnomme Thérèse « la belle Rochebonne ». Charles effectue une brillante carrière dans le sillage du maréchal-duc François de Neufville de Villeroy, gouverneur du Lyonnais, en qualité de commandant pour le Roi. Mais des quatre fils de Charles et Thérèse, Jean-Baptiste mourut noyé en 1701, et Louis disparut en 1709 à la bataille de Malplaquet ; seuls survécurent à leur père Charles François († 1740), évêque de Noyon puis archevêque de Lyon, et Louis Joseph († 1729), évêque de Carcassonne.
Dès 1728, Charles-François, qui n'était encore qu'évêque de Noyon, vendit sa seigneurie à Jean-Baptiste d’Audiffret, envoyé du Roi de France auprès du duc de Lorraine. Après 1740, elle fut acquise par Antoine Rique, écuyer, qui la légua ensuite à sa nièce et au mari de celle-ci, Jean-Baptiste de Nervo, le père de la célèbre pianiste Hélène de Montgeroult.
Aux XIXe et XXe siècles, de multiples propriétaires se succèdent ; l'état de la construction, mal entretenue, se dégrade. Depuis 1984, Rochebonne est la propriété de la commune de Theizé. Le château constitue un pôle œnologique et touristique du Beaujolais. Il accueille chaque dernier week-end de septembre, le festival de musique de chambre « Les Rendez-vous de Rochebonne » sous la direction artistique du pianiste Hervé Billaut avec les artistes Nicholas Angelich, Frank Braley, Philippe Cassard, Anne Gastinel, David Guerrier, Jean-Claude Pennetier, etc.

## Armoiries

Châteauneuf de Rochebonne

Châteauneuf de Rochebonne : de gueules à trois châteaux donjonnés chacun de trois tours d'or.

## Architecture
La construction se compose d'un corps de logis flanqué de deux tours rondes à toit plat, surmonté d'un fronton triangulaire et précédé d'une terrasse surélevée. Le logis comprend un rez-de-chaussée, deux étages et un étage de combles percé de trois paires de petites ouvertures carrées. La façade orientale, de style classique, a été défigurée par la transformation du château en bâtiment de ferme.
À l'intérieur, on remarque notamment la chambre du seigneur, dont le parquet et les lambris datent du XVIIe siècle, les peintures en trompe-l'œil de la grande salle et les caves voûtées. Plusieurs salles restaurées sont ouvertes au public. 
Le château, ses escaliers extérieurs, son vestibule et son grand escalier ainsi que les communs ont été inscrits monument historique le 21 décembre 1984.

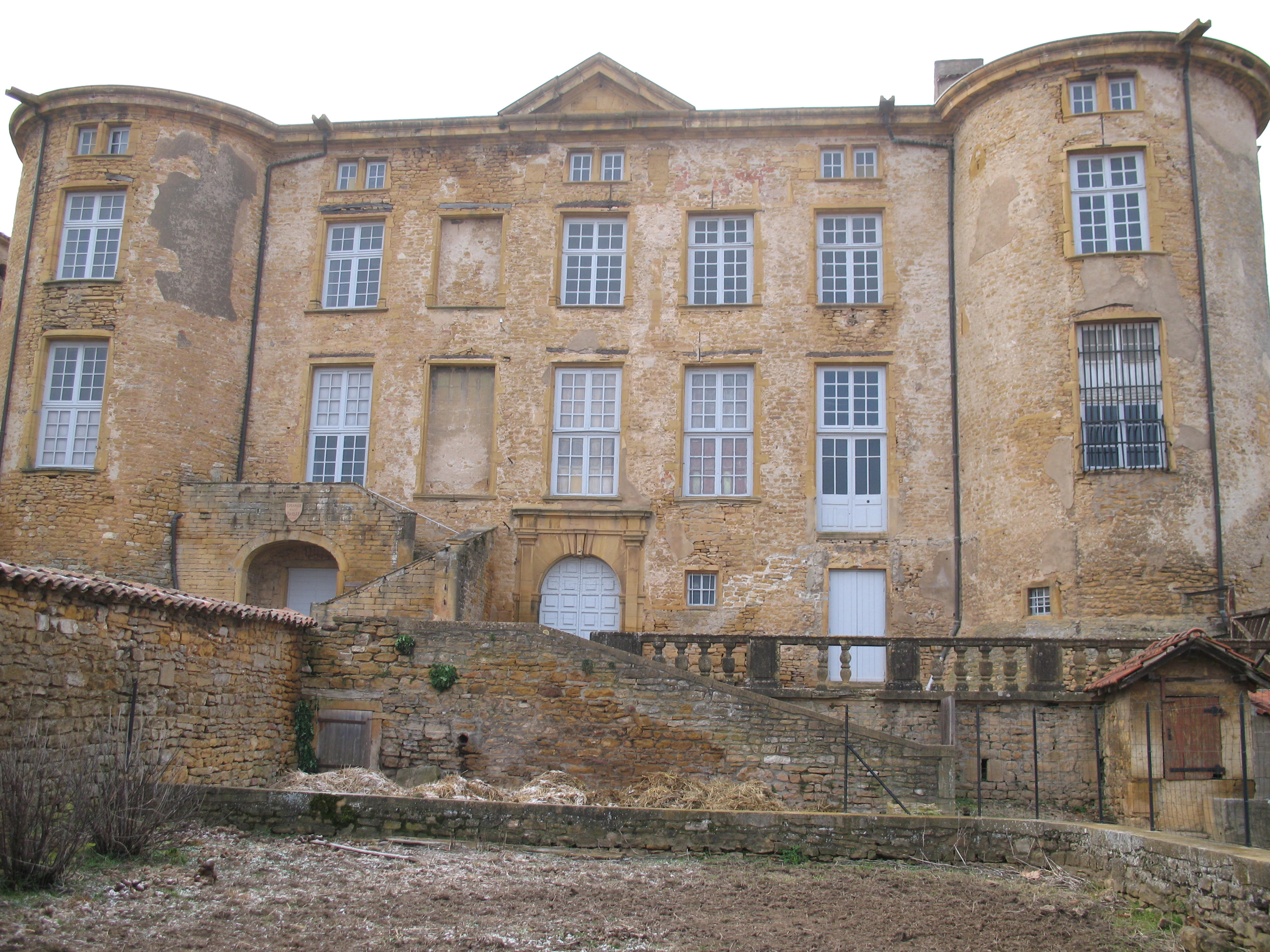
Façade orientale
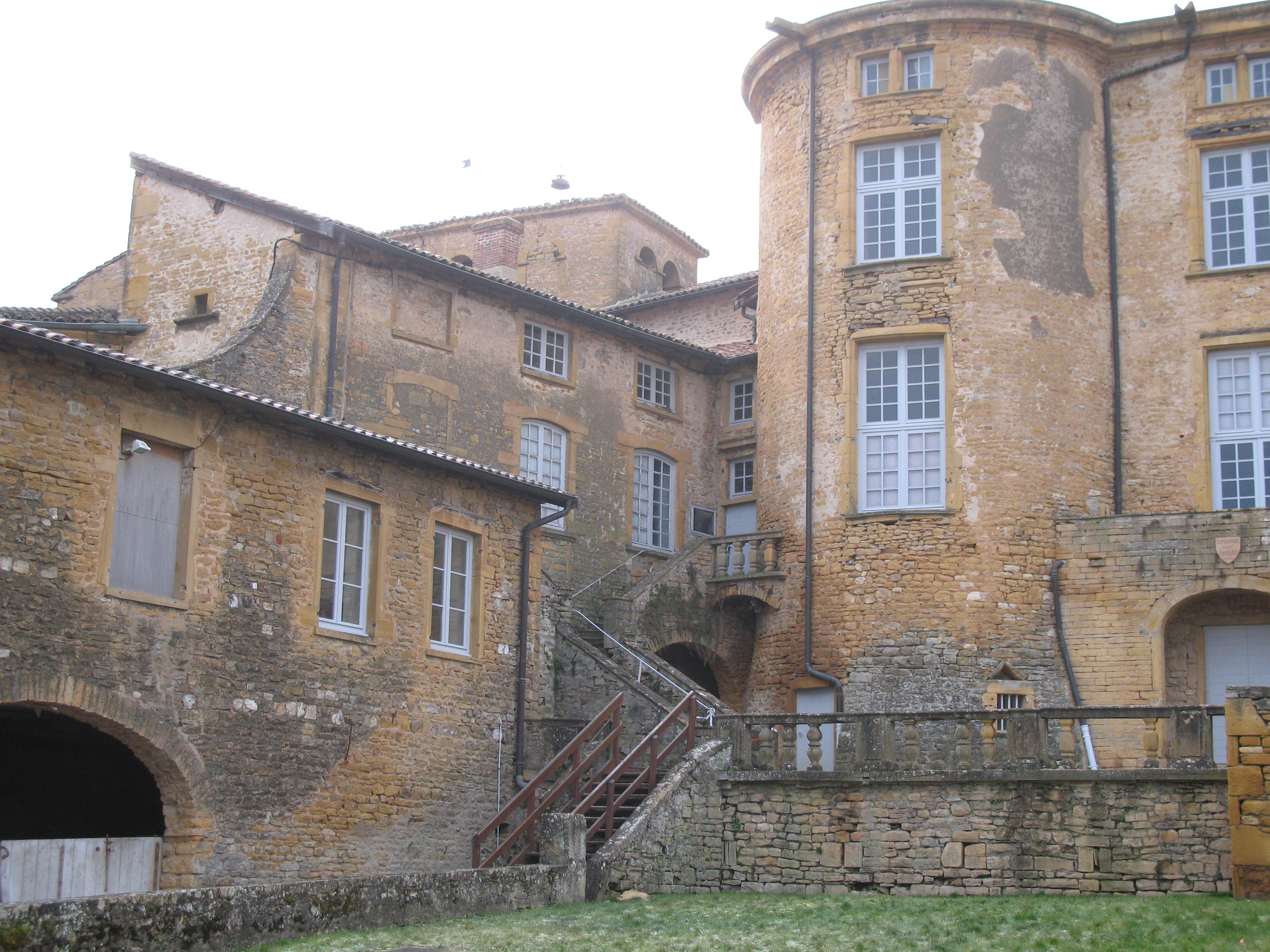
Tour sud et dépendances
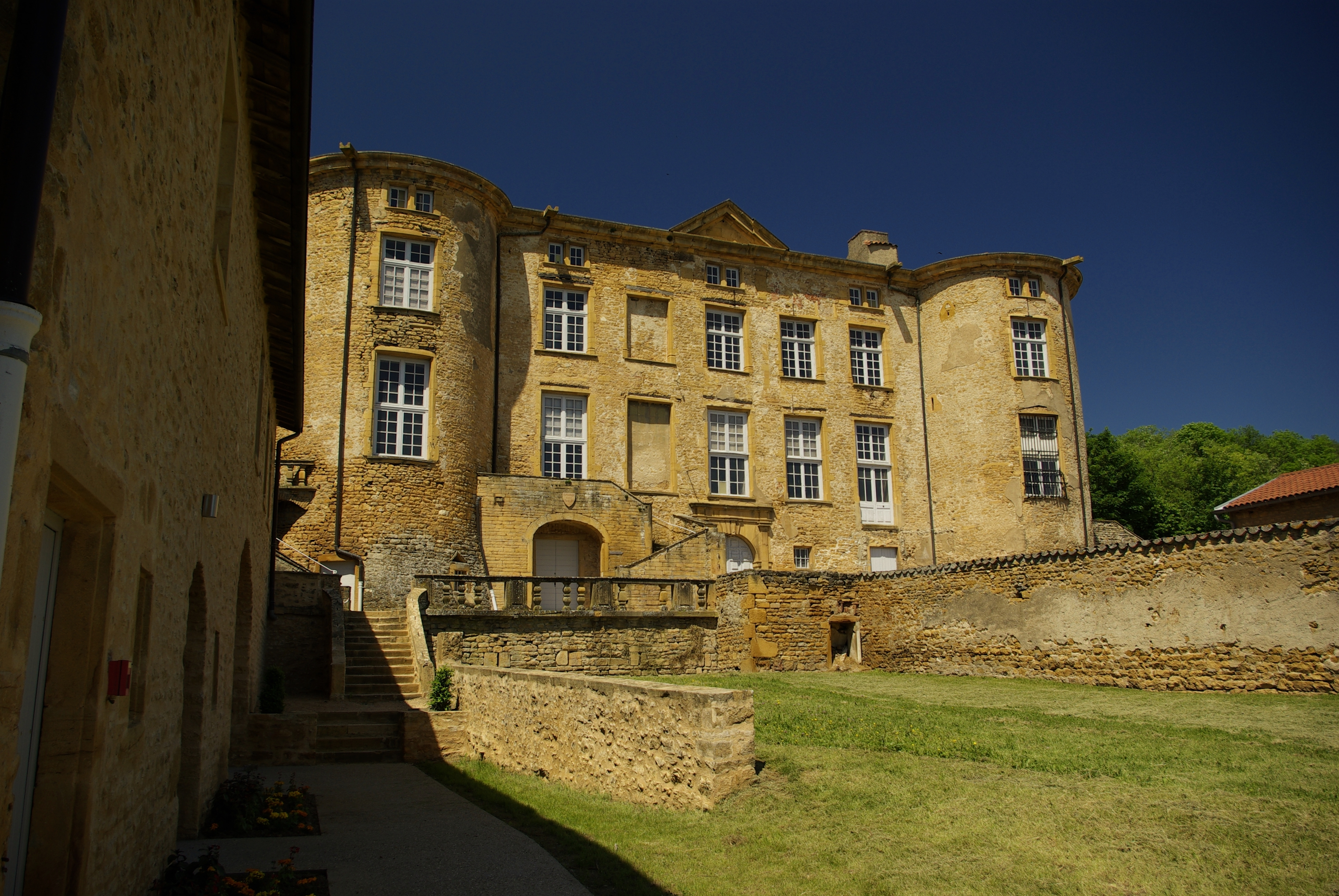
Point de vue artistique
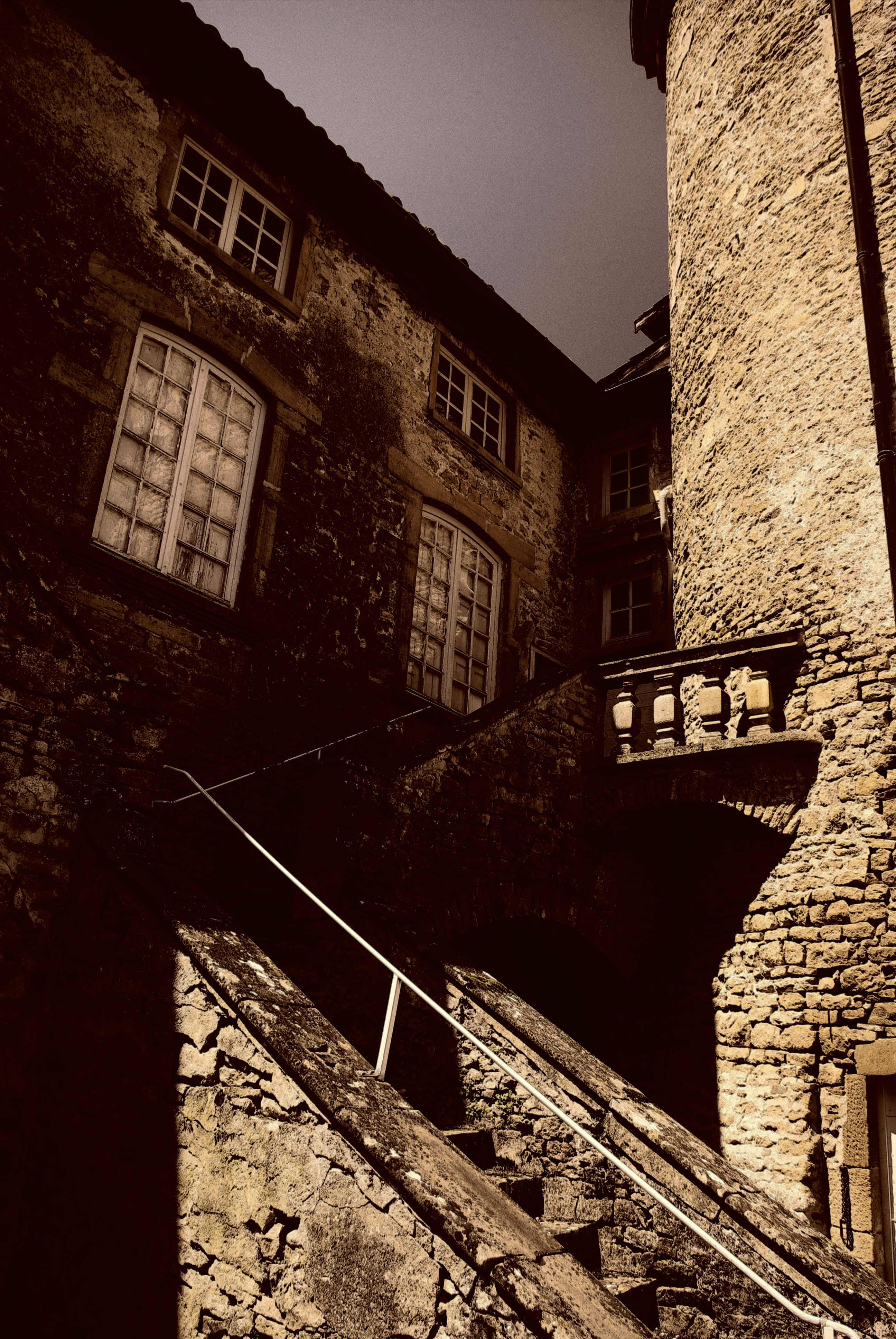
Détail du Château de Rochebonne
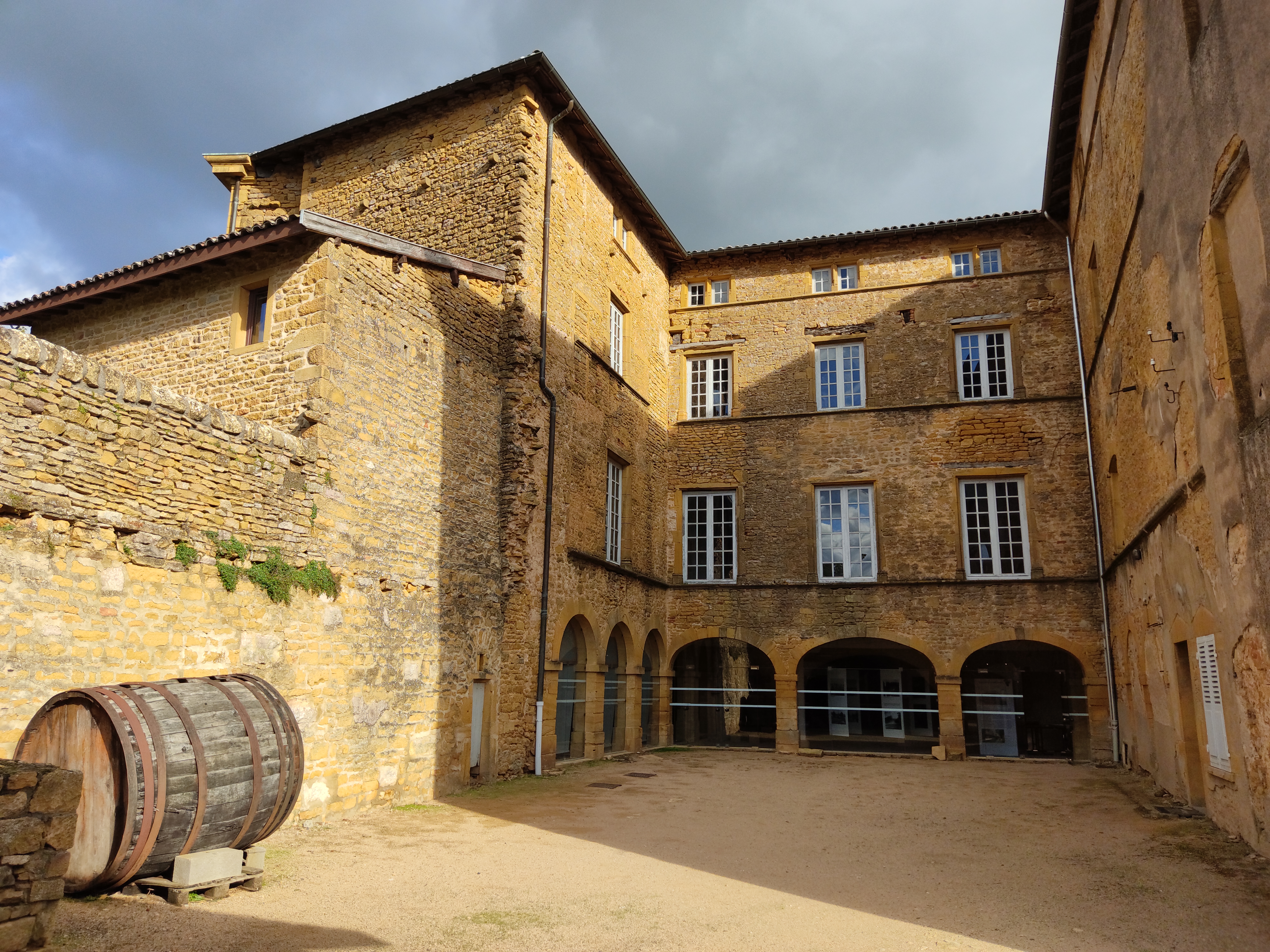
Cour intérieure du château

Un ancien pressoir à perroquet datant de la fin du XVIIe siècle est observable dans la cour intérieure du château.

### Sources et bibliographie
- Les archives de la maison de Rochebonne sont conservées aux Archives départementales du Rhône.
- Lettres choisies de Mme de Sévigné à sa fille et à ses amis, par Mme A. Tastu (Paris, 1841)
- Bulletin, par Société littéraire, historique et archéologique de Lyon (1904)
- Châteaux et maisons bourgeoises dans le Rhône, par C. Pelletier (Horvath, 1980)
- Bulletin de la Diana, par La Diana, Société historique et archéologique du Forez (Montbrison, 1989)
- Bruno Galland, "Une brillante famille du Lyonnais et du Beaujolais, la maison de Châteauneuf de Rochebonne", Bulletin de l'académie de Villefranche et du Beaujolais, 2019.